# ブルック・グリーン組曲
『ブルック・グリーン組曲』（英語: Brook Green Suite）H.190 は、グスターヴ・ホルストが1933年に作曲した弦楽合奏のための組曲。セント・ポール女学校の弦楽オーケストラのために書かれた楽曲であり、全3楽章で構成される。

## 概要
ホルストが本作を作曲したのは死の前年、病床でのことだった。単なる若い奏者向けの簡略版や鍵盤楽曲を簡単に管弦楽編曲したものではなく、セントポール女学校管弦楽団の若い学生にとっても十分に平易な作品を作ろうという意図を持ってのことであった。
本作の名称は1901年にホルストが妻のイゾベルと結婚したブルック・グリーンに由来する、もしくは同校が小川（brook）に近いことが理由であるなどと考えられているが、女学校がロンドン、ハマースミスのブルック・グリーンに所在していることによるというのが最もわかりやすい。作品はホルストの後期作品の多くに比べると伝統的な語法に基づいて作曲されている。

## 楽曲構成
3つの楽章で構成される。
1. 前奏曲
2. エア
3. 舞曲

第1楽章「前奏曲」はハ長調の音階に基づき、チェロは2オクターヴの音域を行き来する。
第2楽章「エア」にはイングランド民謡に似た音楽が和声付きで用いられているが、既存の民謡に基づくわけではない。構造は同じく1933年に作曲された『抒情的断章』の対位法を思わせ、エンハーモニックの関係で満たされつつも厳格さを保っている。
終楽章「舞曲」はホルストがシチリアで耳にした旋律を基にして作られている。
この作品にはもともと第4楽章「ガヴォット」が用意されていたが、1934年の非公式な初演の後に削除された。この演奏会はホルストが出席した生涯最後の演奏会となった。